# Giorgio Armani Nguichie Kamseu Kamogne
Giorgio Armani Nguichie Kamseu Kamogne est un nageur camerounais. Il a représenté le Cameroun lors des Jeux olympiques d'été de 2024 à Paris.

## Biographie

### Enfance et débuts
Giorgio Nguichie naît le 27 juillet 2007. Il s'initie très tôt à la natation sportive. En octobre 2021, à l’âge de quatorze ans, il participe aux Championnats d’Afrique juniors de natation à Accra au Ghana. En 2023, il participe aux Championnats du monde de natation à Fukuoka, en compétition sur 50 m brasse et papillon, où il termine dernier.

### Carrière
Il a participé aux Championnats du monde de natation 2024 à Doha, où il a terminé 44e au 50 m dos et 101e au 100 m nage libre.
Aux Jeux Olympiques d'été de Paris 2024, il a été éliminé au premier tour du 100 m nage libre, après avoir enregistré l'avant-dernier temps. Déplorant la faible qualité de ses conditions d'entraînement, il  promet de remporter une médaille d'or aux prochains Jeux olympiques si le gouvernement camerounais lui accorde une bourse pour s'entraîner en Europe,.